# فرنسيس جون ماكونيل
فرنسيس جون ماكونيل (بالإنجليزية: Francis John McConnell)‏ هو كاتب سير وقسيس أمريكي، ولد في 18 أغسطس 1871، وتوفي في 18 أغسطس 1953.

## وصلات خارجية
- فرنسيس جون ماكونيل على موقع الموسوعة البريطانية (الإنجليزية)